# Carlos Baute
 (août 2025).
Si vous disposez d'ouvrages ou d'articles de référence ou si vous connaissez des sites web de qualité traitant du thème abordé ici, merci de compléter l'article en donnant les références utiles à sa vérifiabilité et en les liant à la section « Notes et références ».
Carlos Roberto Baute Jiménez, né le 8 mars 1974 à Caracas, est un chanteur vénézuélien. Sa musique est surtout dans le genre pop latino.

## Biographie
Il est le fils d'Alphonse Baute originaire de Tenerife (îles Canaries) et de Clara Jiménez originaire de Galice (Espagne). À treize ans, il fait ses premiers pas artistiques avec un groupe, Los Chamos. Depuis il a sorti six albums. En 2008, il sort celui intitulé De Mi PuñO Y Letra, dans lequel est inclus son succès Colgando en tus manos en duo avec Marta Sanchez. Ce duo a atteint le sommet des hit-parades dans de nombreux pays hispanophones du monde entier[réf. nécessaire] tandis qu'il est peu connu ailleurs.

## Discographie
Albums seulement sortis au Venezuela :
- 1994 : Orígenes
- 1999 : Yo nací para querer
- 2001 : Dame de eso
- 2001 : Baute
- 2004 : Peligroso
- 2005 : Baute
- 2006 : Grandes éxitos
- 2008 : De mi puño y letra
- 2009 : Directo en tus manos
- 2010 : Amarte bien

Premier disque sorti en Espagne :
- 2012 : duo (avec Rasel) me pones tierno
- 2013 : En el buzón de tu corazón
- 2016 : Orígenes y tambores
- 2019 : De amor y dolor
- 2020 : Como un atleta